# Bođani

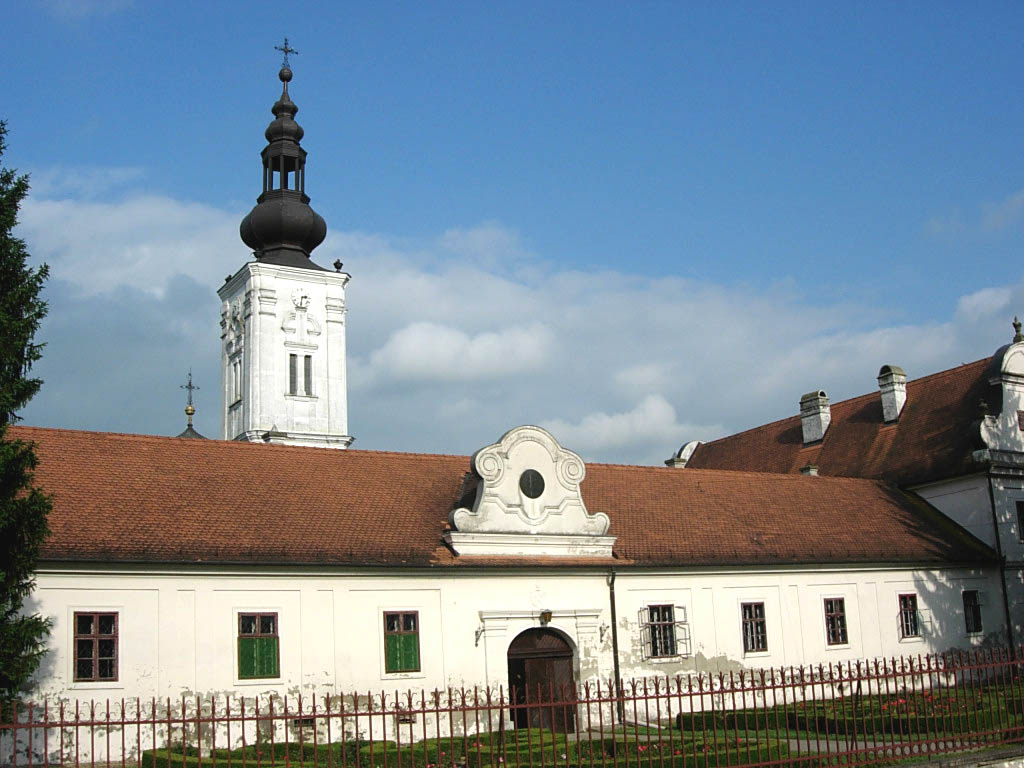
Bođani kloster

Bođani (serbisk kyrilliska: Бођани) är en by belägen nära staden Bač i provinsen Vojvodina, i norra Serbien.

## Invånare
Staden har 1 113 invånare.

## Kloster
Byn är känd för sin ortodoxa kloster, Bođani kloster, som byggdes år 1478.